# 京都西山短期大学
京都西山短期大学（きょうとせいざんたんきだいがく、英語: Kyoto Seizan College）は、京都府長岡京市にある私立短期大学。1876年創立、1950年短大設置。略称は西短（せいたん）。

## 概観

### 大学全体について
- 京都府長岡京市に所在する日本の日本の私立短期大学で、設置主体は学校法人京都西山学園[1]。
- 国内で最初に認可された短期大学149校[注 1]の1校として、1950年に開学した[2]。開学以来、仏教学科のみの単科短大となっている。

### 建学の精神（校訓・理念・学是）
- 京都西山短期大学は、法然の念仏の教えを基本にして、善慧房証空（西山上人）の教学を「建学の精神」とされている。

### 教育および研究について
- 京都西山短期大学における教育
  - 仏教学科
    - 仏教学専攻：｢日本仏教史｣・｢法然教学｣・｢布教｣など浄土教思想や文化などを重点的に学ぶ仏教コース、｢日本文学史｣・｢漢文学｣・｢書道｣などの科目を主に学ぶ日本文化コース、｢社会福祉原論｣や｢高齢者福祉｣など社会福祉全般について学ぶ福祉コースからなる。
    - 仏教保育専攻：保育士養成施設として認可されており、その資格ほか幼稚園教諭2種免許を取得できるコース｢保育内容総論｣・｢保育の心理学｣・｢乳児保育｣・「音楽」・「小児体育」など保育の専門家して必要な科目を学ぶ保育幼児教育コースがあり、卒業に必要な位は62単位以上で、保育士資格を取得するには86単位以上となっている。
- 韓国・中国・タイ・オーストラリアでの学外研修が行われている。

### 学風および特色
- 京都西山短期大学は、浄土宗の開祖・法然により説かれた念仏の教えを伝授すべく、1280年西山浄土宗総本山光明寺に開かれた学寮が起源とされている。
- 「聖日勤行」と称した宗教的行事が行われている。
- 全国の短期大学で初めての「仏教保育専攻」と称した課程がある。
- 少人数教育を実施している。

## 沿革
- 1280年
  - 光明寺によって前身である学寮（会下）が設置される[3]。
- 1332年
  - 元弘の乱で光明寺が被災。
- 1651年
  - 学寮復興（大衆寮と称す）する。
- 1876年
  - 学寮を宗学本校と改称。
- 1895年
  - 普通寮と専門寮の両寮制度の教育令が発令される。
- 1896年
  - 9月1日 専門学寮と改称。内務省訓令により、高等科4年・研究科4年の教育課程となる。
- 1899年
  - 11月22日 私立学校令により京都府知事の認可を受ける。浄土宗西山派立専門学寮となる。
- 1916年
  - 専門学校令により、西山専門学校（3年制）となる[3]。
- 1925年
  - 専門学校令により、3年制を4年制に改める。教員養成を創める
- 1928年
  - 3月26日 国語科中等教員無試験検定の特典を付与される
- 1949年
  - 10月 文部省[注釈 1]に短期大学[注 2]の設置認可に関する申請を行う[注 3]。なお、学科・専攻は以下の通りとなっている[注 4]。
    - 仏教科 入学定員40名
- 1950年
  - 3月14日 左記を以て短期大学の設置が文部省[注釈 1]より認可される[注 5]。
  - 4月1日 左記を以て西山短期大学が以下の学科体制にて開学[注 6]。
    - 仏教科 入学定員40名
- 1951年
  - 2月21日 学校法人が成立する[15]。
- 1954年
  - 5月1日 学生数[16]/定員
    - 仏教科 18[注 7]/80
- 1976年
  - 4月1日 仏教科に仏教コース、国文コース、福祉コースを設置する。
- 1985年
  - 5月1日 学生数[17]/定員
    - 仏教科 180[注 8]/80

  - 4月1日 仏教科の入学定員を40→100に増員[注 9]。
  - 5月1日 学生数[23]/定員
    - 仏教科 207[注 10]/140
- 1987年
  - 5月1日 学生数[24]/定員
    - 仏教科 242[注 11]/200
- 1998年
  - 4月1日 国文コースを日本文化コースに改編。
- 1992年
  - 5月1日 学生数[注 12]/定員
    - 仏教科 287[注 13]/200
- 1999年
  - 5月1日 学生数[27]/定員
    - 仏教科 195[注 14]/200
- 2003年
  - 4月1日 仏教科の入学定員を100→50に減員[注 15]。
- 2004年
  - 4月1日 京都西山短期大学と学名変更[注 16]。
- 2005年
  - 4月1日 専攻科の設置が認められ、以下の課程を設ける[注 17]。
    - 仏教学専攻 入学定員20名
- 2006年
  - 4月1日 仏教科を仏教学科と改称し、なおかつ入学定員を50→100に増員の上で、以下の専攻課程を設ける[注 18]。
    - 仏教学専攻[注釈 2]
    - 仏教保育専攻[注釈 2]
- 2007年
  - 仏教コースに時宗講座を開設。
- 2008年
  - 仏教保育専攻に幼稚園教諭2種免許状の課程申請認可。
- 2009年
  - 仏教保育コースを保育幼児教育コースに名称変更。
- 2010年
  - 福祉コースをライフクリエイトコースに、日本文化コースを留学生に特化したカリキュラムに改編。
- 2011年
  - 4月1日 別科の設置が認められ、以下の課程を設ける[注 19]。
    - 日本語専修 修業年限1年制 入学定員100名
- 2012年
  - 日本文化コースを国際教育コースに改編。
- 2015年
  - 国際教育コースを国際経営コースに改編。
- 2016年
  - 10月1日 別科に以下の課程を増設[注 20]。
    - 日本語専修 修業年限1.5年制 入学定員40名[注 21]
- 2020年
  - ライフクリエイトコースをみらい創造コースに改編。 2024年仏教学科を共生社会学科に名称変更

## 基礎データ

### 所在地
- 京都府長岡京市粟生西条26

### 交通アクセス
- 阪急京都本線「長岡天神駅」またはJR京都線（東海道本線）「長岡京駅」下車。それぞれの駅から阪急バスまたは「光明寺」 バス停留所下車。

### 象徴
- 京都西山短期大学のカレッジマークは、仏教の教えにある「四諦（人生苦）・八正道（解決への道）」をモチーフとして、外側の八角形が「八正道」、内側にある4つの四角形が「四諦」を表現している。また、「社会で光り輝く人材を育成する」という意味合いからダイヤモンドイメージとした形に譬えたものとなっている[注 22]。

## 教育および研究

### 組織

#### 学科
- 仏教学科
  - 仏教学専攻[注釈 3]
    - 仏教コース：「西山教義概論」を開講するなど西山浄土宗の僧侶を養成する機関としての位置づけが為されている。
    - 国際教育コース：語学のみならず、日本文化に関する科目や、四年制大学への編入学のための科目も開講されている。
    - ライフクリエイトコース：医療事務（メディカルクラーク）などの資格も取得できるようになっている。

  - 仏教保育専攻[注釈 3]

#### 専攻科について
- 仏教学専攻[注 23]入学定員20名[41]

#### 別科について
- 留学生別科[注 24]
  - 1年制課程 入学定員60名[注釈 3]
  - 1.5年制課程 入学定員40名[注釈 3]

##### 取得資格について
- 仏教学専攻仏教コースでは、西山各派教師資格が取得できる。
- 現在、仏教保育専攻では保育士資格が取得できる。2009年度入学生より幼稚園教諭二種免許状も取得できるようになっている[3]。
- 中学校教諭二種免許状（国語・宗教）も設置されていた[注 25]。
- 当初は中学校教諭ほか高等学校教諭仮免許状（宗教[注 26]・国語）の教職課程を併設[45]。

#### 附属機関
- 図書館

### 研究
- 『西山学苑研究紀要』[46]
- 『西山学報』[47]

## 学生生活について

### 部活動・クラブ活動・サークル活動について
- 京都西山短期大学のクラブ活動
  - 体育系：テニス・バドミントンほか
  - 文化系：児童文化・手話・ボランティアほか。

### 学園祭について
- 京都西山短期大学の学園祭は11月23日。

## 学長
- 田村歓陽：初代学長
- 関山和夫：前学長
- 中西随功：前学長
- 加藤善朗　現学長

## 著名な出身者
- クロちゃん（お笑い芸人、安田大サーカスメンバー）
- 沢田教英（西山浄土宗管長）
- Sundayカミデ（ミュージシャン、天才バンド・メンバー）

## 施設

### キャンパス
- 本館
  - 情報処理演習室
  - 小児栄養実習室
  - 講堂
  - 小児保健実習室
  - 講義室
- 図書館
- 述城館
  - 電子ピアノ室
  - レッスン室
  - レッスン室
  - ピアノ練習室
  - 多目的室
  - カフェテラス
  - 学生相談室
  - 講義室
  - 体操・リズム室
- グラウンド

## 対外関係について

### 系列校
- 京都西山高等学校
- 向陽幼稚園

## 社会との関わりについて
- 京都府立乙訓高等学校との高大交流がある。
- 公開講座や学外者に対してキャンパス開放がある。

## 卒業後の進路について

### 就職について
- 仏教学科
  - 仏教学専攻：社会福祉関連施設への就職者が多い。錦味やオンワード樫山などの一般企業への就職者もいる。
  - 仏教保育専攻：保育所や幼稚園をはじめとした児童福祉施設への就職者が多い。

### 編入学・進学実績について
- これまでの実績では京都光華女子大学・京都精華大学・種智院大学・花園大学・佛教大学・龍谷大学・梅花女子大学・平安女学院大学などがある。